# Десаи, Нитин Чандракант
Нитин Чандракант Десаи (маратхи नितीन चंद्रकांत देसाई; 9 августа 1965, Мулунд, Махараштра — 2 августа 2023, ND Studios, Махараштра, Индия) — индийский художник-постановщик
, теле- и кинопродюсер. Наиболее известен своей работой в фильмах на хинди и маратхи. Четырёхкратный лауреат Национальной кинопремии и трёхкратный — Filmfare Award за лучшую работу художника-постановщика.

## Биография
Десаи родился 25 января 1965 года в Даполи, штат Махараштра, в семье Мины и Чандраканта Ганапата Десаи.
Десаи учился в Школе искусств Дж. Дж. в Мумбаи, где также посещал класс фотографии. В 1983 году его наняли, чтобы сделать фотосъемку для художника-постановщика Нитиша Роя, после чего он решил связать свою карьеру с кино. Рой взял его своим помощником на съёмки телефильма Tamas (1987). Позже Десаи работал над телесериалами Kabir (1988—1990) и Chanakya (1991), в последнем из которых дебютировал в качестве независимого художника-постановщика. В дальнейшем он занимался декорациями в таких сериалах, как Bharat Ek Khoj (1992—1993), Kora Kagaz (1993) и Swabhimaan (1995—1996).
Его первым полнометражным фильмом был Bhookamp братьев Адхикари, вышедший в 1993 году. В следующем году его работа в «Саге о любви» привлекла к себе внимание и вскоре стала синонимом величия, инноваций, аутентичности и совершенства в дизайне сцен. 
Выполненная Десаи постановка в фильмах «Навеки твоя» (1999), Dr. Babasaheb Ambedkar (2000), «Лагаан: Однажды в Индии» (2001) и «Девдас» (2002) была отмечена Национальными кинопремиями. Он также был номинирован на премию «Джинни» за индо-канадский фильм «Такое долгое путешествие» (1998). Среди других его работ такие индийские фильмы как «Птицы» (1989), «Страсть» (1997), «Азарт любви» (2000), «Миссия „Кашмир“» (2000), «Возвращение на Родину» (2004), «Джодха и Акбар» (2008) и Prem Ratan Dhan Payo (2015).
В 2002 году Десаи попробовал себя в качестве кинопродюсера, выпустив фильм Desh Devi, религиозную кинематографическую дань почитаемой Деви Мате из Катча.
В 2005 году он основал ND Studios, компанию по производству фильмов и телесериалов в Карджате, Махараштра. На студии снимались такие фильмы, как «Жизнь по сигналу светофора» (2007) и «Джодха и Акбар» (2008), а также реалити-шоу Big Boss. В 2007 году Десаи продал 50% компании Анилу Амбани из Reliance Entertainment, который собирался инвестировать и расширить площадь киностудии в три раза. Однако партнерство не сложилось, и ему пришлось выкупать долю Амбани. В 2016 и 2018 годах он взял кредиты общей суммой в 1,8 млрд рупий под залог земли, на которой находилась студия. После того как он не смог расплатиться, против него был подан иск и в июле 2023 года суд одобрил конфискацию земли.
2 августа 2023 года Десаи был найден повешенным на ND Studios. У него остались жена — Найна, сын и дочь Манси.